# J.B. Broekszprijs
De J.B. Broekszprijs was een prijs in gesteld door de Nederlandse omroepvereniging VARA voor personen die een bijdrage leverden aan de humanisering van de samenleving. De prijs is genoemd naar een voormalige voorzitter van de VARA, Jan Broeksz. Met de prijs werden programmamakers, maar ook anderen, geëerd voor hun inspanningen om de maatschappij een 'menselijk gezicht' te geven. Aanvankelijk werd de prijs verstrekt aan personen en instellingen die kunst en media toegankelijk maakten voor een breed publiek. Later werd de prijs voornamelijk toegekend aan programmamakers die met hun werk belangrijke maatschappelijke thema's aan de orde stelden.

## Enkele prijswinners
- Max van der Stoel (1996)
- Willem Davids (‘94-‘95) voor radiodocumentaire[1]
- Rob Hof (1995) voor No Future Without a Past
- Marjoleine Boonstra (1994) voor Een stem tegen geweld
- Rudie van Meurs (1993) voor de De Ramp
- Meral Uslu voor (1991) De fordfabriek
- Paul de Leeuw (1991) "De schreeuw van de leeuw" (met zijn nichtje Marietje met het syndroom van Down)
- René Roelofs (1990) voor De vreemdelingenpolitie
- Wiepke Nauta (1989) Een Stem uit Duizenden
- Lout Donders (1988)  Kinder vom Bulenhuserdamm
- André Truyman (1988) voor "Aids, 't is duizend kwalen"
- Bert Molenaar (1987)
- Peter de Bie en Paul Witteman (1983) voor de Zaak Stinissen
- Froukje Bos (1985) voor Kerwin, teken van de tijd
- Froukje Bos (1985) voor Slikken of stikken, geen baan toch werk
- Marga Kerklaan(1986) voor de documentaire " Moeders van een groot gezin"
- Rina Spigt voor een radiodocumentaire over Mary Zeldenrust
- Stichting Nederlandse Schoolradio (1983) voor Gezond gedrag
- Vincent Monnikendam (1983) voor Relaties
- Stichting Toneelwerkgroep Proloog" (1974) voor het voor een breed publiek toegankelijk maken van het toneel
- M. Janse (1973), hoofd van de educatieve dienst van het Museum Boijmans Van Beuningen, voor het toegankelijk maken van kunst voor een breed publiek